# La Sen Thai
La Sen Thai or La Sen Thai Puvanart est roi du Lan Xang de 1486 à 1496. Il succède à son frère ainé 
Suvanna Ban Lang

## Contexte
La Sen Thai est le sixième des fils du roi Sai Tia Kaphut, gouverneur de Nongkai avant son accession au trône, il succède à son frère ainé, après sa mort sans enfants de ce dernier en 1486. Couronné en 1491. Il entretient des relations pacifiques avec ses voisins du Vietnam dirigés par  Lê Thánh Tông et cultive également de bonne relations avec le royaume d'Ayutthaya, passant une grande partie de son temps en contemplation sur les questions religieuses et juridiques, à favoriser la propagation du bouddhisme et à construire des monuments. Il a comme successeur son fils unique, Som Phu.